# ダイハツ・エンジン一覧
ダイハツ・エンジン一覧は、ダイハツ工業が生産しているエンジンの一覧である。

## 自動車用エンジン
特に記載の無いものは4ストロークガソリンエンジンである。また、原則として1957年のミゼット登場後のものを記載しているため、それ以前の商用オート三輪やBeeなどのものについては含まれていないことに留意されたい。

### 軽自動車用(360cc以下)

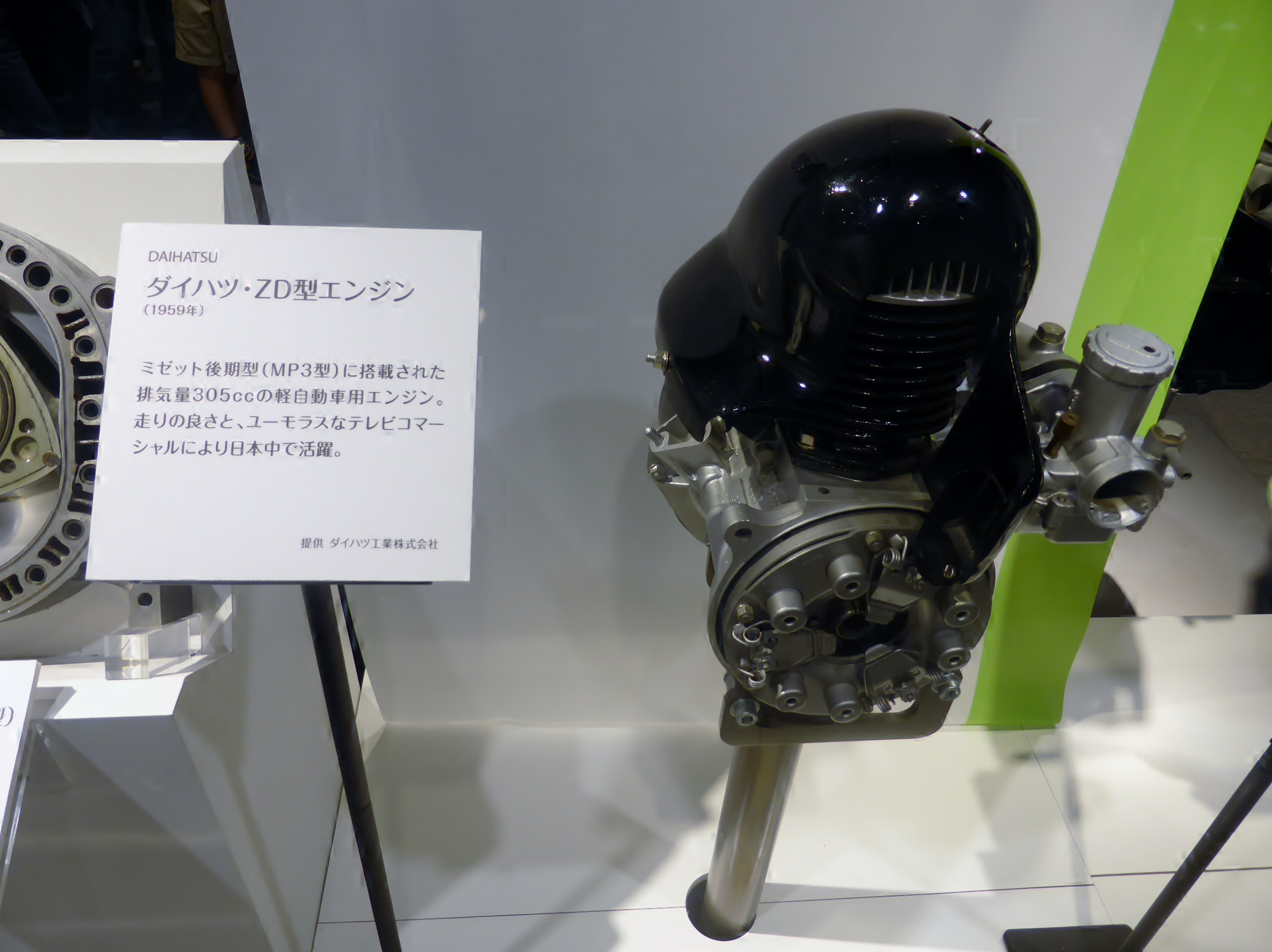
MP3型ミゼットのZD型エンジン

- ダイハツ・ZA型エンジン

空冷単気筒249cc 2ストロークエンジン
- ダイハツ・ZD型エンジン

空冷単気筒305cc 2ストロークエンジン
- ダイハツ・ZL型エンジン

空冷直列2気筒356cc 2ストロークエンジン
- ダイハツ・ZM型エンジン

水冷直列2気筒356cc 2ストロークエンジン

### 軽自動車用(550cc以下)
- ダイハツ・AB型エンジン

水冷直列2気筒547cc
- ダイハツ・EB型エンジン

水冷直列3気筒547cc

### 軽自動車用(660cc以下)
- ダイハツ・EF型エンジン

水冷直列3気筒659cc
- ダイハツ・JB型エンジン

水冷直列4気筒659cc
- ダイハツ・KF型エンジン

水冷直列3気筒658cc

### 小型自動車用(1.0L以下)
- ダイハツ・AD型エンジン

水冷直列2気筒617cc
- ダイハツ・JC型エンジン

水冷直列4気筒713cc
- ダイハツ・FC型エンジン

水冷直列4気筒0.8L(797cc)
- ダイハツ・CD型エンジン

水冷直列3気筒843cc
- ダイハツ・ED型エンジン

水冷直列3気筒0.85L(847cc)
- ダイハツ・CE型エンジン

水冷直列3気筒926cc
- ダイハツ・KJ型エンジン

水冷直列4気筒1.0L(936cc)
- ダイハツ・FE型エンジン

水冷直列4気筒1.0L(958cc)
- ダイハツ・CB型エンジン

水冷直列3気筒1.0L(993cc)
- ダイハツ・EJ型エンジン

水冷直列3気筒1.0L(989cc)
- ダイハツ・CL型エンジン

水冷直列3気筒1.0L(993cc) ディーゼルエンジン

### 小型自動車用(1.5L以下)
- ダイハツ・WA型エンジン

水冷直列3気筒1.2L(1,196cc)
- ダイハツ・HC型エンジン

水冷直列4気筒1.3L(1,295cc)
- ダイハツ・K3型エンジン

水冷直列4気筒1.3L(1,297cc)
- ダイハツ・FA型エンジン

水冷直列4気筒1.5L(1,490cc)
- ダイハツ・HE型エンジン

水冷直列4気筒1.5L(1,498cc)
- ダイハツ・3SZ型エンジン

水冷直列4気筒1.5L(1,495cc)

### 小型自動車用(2.0L以下)
- ダイハツ・HD型エンジン

水冷直列4気筒1.6L(1,589cc)
- ダイハツ・FB型エンジン

水冷直列4気筒1.9L(1,861cc)

### 普通自動車用(2.0L超)
- ダイハツ・FD型エンジン

水冷直列4気筒2.4L(2,433cc)
- ダイハツ・DE型エンジン

水冷直列4気筒2.3L(2,270cc) ディーゼルエンジン
- ダイハツ・DG型エンジン

水冷直列4気筒2.5L(2,530cc) ディーゼルエンジン
- ダイハツ・DL型エンジン

水冷直列4気筒2.8L(2,765cc) ディーゼルエンジン

### トヨタからの受託エンジン
- トヨタ・SZ型エンジン

水冷直列4気筒1.0L(997cc),1.3L(1,296cc)
- トヨタ・KR型エンジン

水冷直列3気筒1.0L(996cc)
- トヨタ・TR型エンジン

水冷直列4気筒2.7L(2,693cc)
- トヨタ・NR型エンジン

水冷直列4気筒1.2L(1,198cc),1.3L(1,329cc),1.5L(1,496cc) ※1.2Lは8NR-FTSを除き、1.3Lは1NR-FKEを除き、1.5Lは2NR-FKEを除く。
- トヨタ・B型エンジン (2代目)

水冷直列4気筒3.0L(2,977cc),3.2L(3,168cc),3.4L(3,431cc),3.7L(3,660cc),4.1L(4,104cc) ディーゼルエンジン
- トヨタ・KZ型エンジン

水冷直列4気筒3.0L(2,982cc) ディーゼルエンジン
- トヨタ・KD型エンジン

水冷直列4気筒3.0L(2,982cc) ディーゼルエンジン

## 産業用エンジン
- ダイハツ・DM型エンジン

水冷直列3気筒950/850/700cc ガソリン・ディーゼル・プロパンガスエンジン

## 系列毎の分類
- A系列エンジン(2気筒)

AB型・AD型
- C系列エンジン(3気筒ガソリン/ディーゼル)

CB型・CD型・CE型 / CL型
- D系列エンジン(4気筒ディーゼル)

DE型・DG型・DL型
- E系列エンジン(3気筒)

EB型・ED型・EF型・EJ型
- F系列エンジン(4気筒)

FA型・FB型・FC型・FE型
- H系列エンジン(4気筒)

HC型・HD型・HE型
- J系列エンジン(4気筒)

JB型・JC型
- K系列エンジン(3気筒/4気筒)

KF型 / KJ型・K3型・3SZ(KSZ)型
- Z系列エンジン(2ストローク単気筒/2気筒)

ZA型・ZD型 / ZL型・ZM型